# Julio Pérez Cuapio

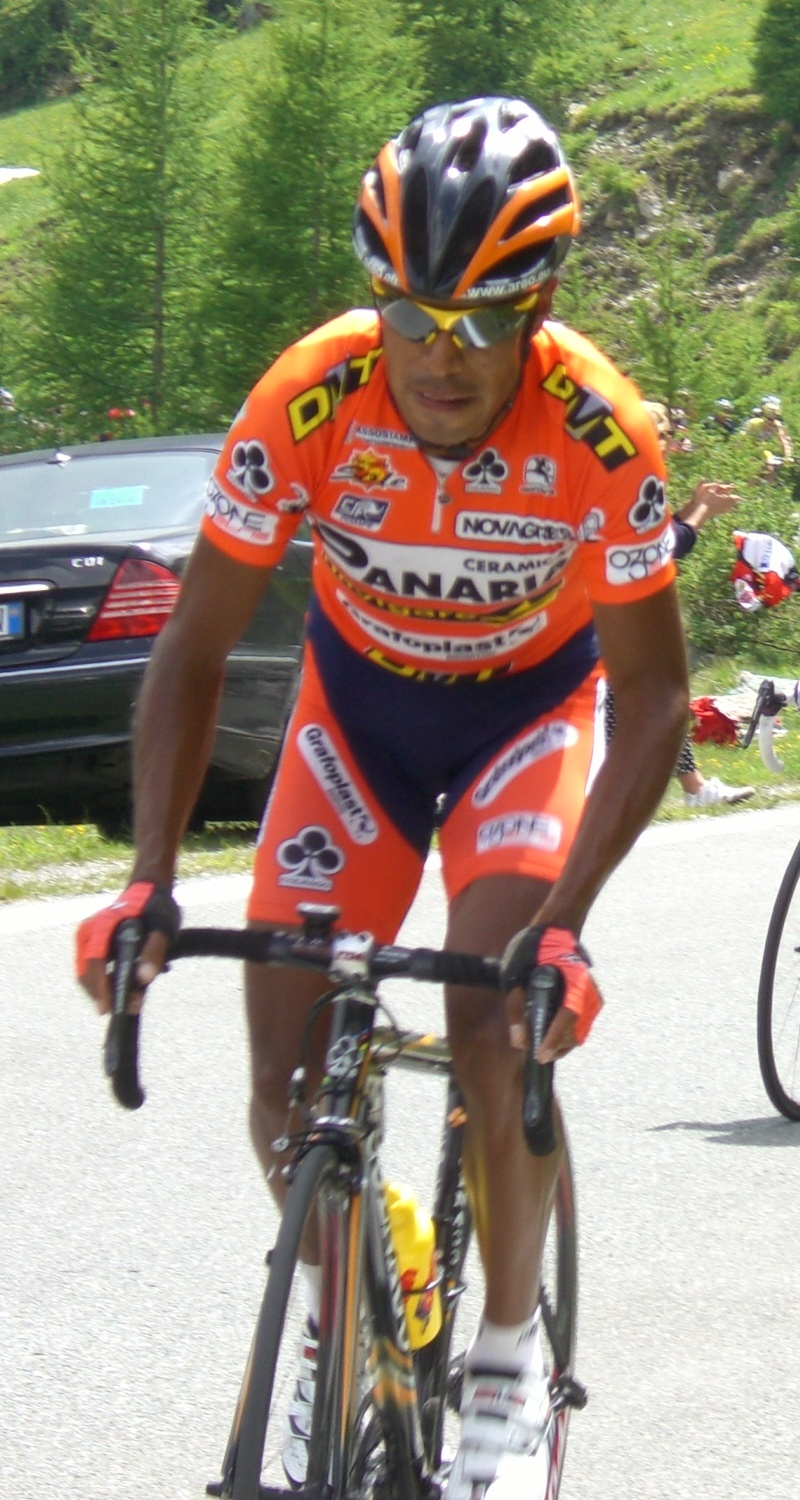
Julio Pérez Cuapio beim Giro d’Italia 2007

Julio Alberto Pérez Cuapio (* 30. Juli 1977 in Tlaxcala de Xicoténcatl) ist ein ehemaliger mexikanischer Radrennfahrer.
Pérez Cuapio wurde 2000 Profi bei Ceramiche Panaria. Gleich bei seiner ersten Rundfahrt, der Tour de Langkawi, wurde er 2000 Zweiter und gewann eine Etappe sowie die Bergwertung. Ein Jahr später gelang ihm beim Giro d’Italia der Durchbruch, er gewann die Königsetappe vor Gilberto Simoni. Beim nächsten Giro gewann er sogar zwei Etappen und sicherte sich das Maglia Verde der Bergwertung. Bei der Brixia Tour gewann der hervorragende Kletterer 2004 eine Etappe und holte sich 2005 seinen ersten Gesamterfolg beim Giro del Trentino.
Viermal errang Pérez Cuapio den mexikanischen Meistertitel im Einzelzeitfahren. 2002 gewann er das Straßenrennen der Zentralamerika- und Karibikspiele, und 2004 wurde er Panamerikameister im Einzelzeitfahren.
Im Januar 2011 beendete er seine Karriere.

## Erfolge
2000
- eine Etappe Tour de Langkawi
- – Einzelzeitfahren

2001
- eine Etappe Giro d’Italia

2002
- Zentralamerika- und Karibikspiele – Straßenrennen

2002
- zwei Etappen und Bergwertung Giro d’Italia

2003
- Settimana Ciclistica Lombarda und eine Etappe
- – Einzelzeitfahren

2004
- eine Etappe Brixia Tour
- – Einzelzeitfahren
- – Straßenrennen
- Panamerikanische Meisterschaften – Einzelzeitfahren

2005
- Giro del Trentino

2006
- Panamerikanische Meisterschaften – Einzelzeitfahren

2008
- eine Etappe Vuelta Ciclista a Costa Rica

2011
- – Einzelzeitfahren

## Teams
- 2000 Ceramiche Panaria-Gaerne
- 2001 Ceramiche Panaria-Fiordo
- 2002 Ceramiche Panaria-Fiordo
- 2003 Ceramiche Panaria-Fiordo
- 2004 Ceramiche Panaria-Margres
- 2005 Ceramiche Panaria-Navigare
- 2006 Ceramiche Panaria-Navigare
- 2007 Ceramiche Panaria-Navigare
- 2008 CSF Group-Navigare
- 2009 Canel’s Turbo Mayordomo
- 2010 Empacadora San Marcos